# Jordi Sànchez Picanyol
Jordi Sànchez Picanyol (Barcelona, 1 de octubre de 1964) es un político, politólogo, profesor universitario y activista español. Fue presidente de la Asamblea Nacional Catalana entre 2015 y 2017 y diputado de la xii legislatura del Parlamento de Cataluña. Licenciado en Ciencias Políticas en 1991 por la Universidad Autónoma de Barcelona, ha sido profesor asociado de Ciencias Políticas en la Universidad de Barcelona.
Procesado por un delito de rebelión y sedición, en octubre de 2019 fue condenado por el Tribunal Supremo a nueve años de prisión, pena de la que fue indultado por el Gobierno el 22 de junio de 2021. Salió de la cárcel al día siguiente.

## Biografía
Fue dirigente y portavoz, junto a Àngel Colom, de la Crida a la Solidaritat, desde 1983 hasta su disolución en junio de 1993. Bajo la dirección de Sànchez, La Crida organizó mítines con Herri Batasuna. El 12 de noviembre de 1985 el Secretario General de Herri Batasuna, Txomin Ziluaga participó en un acto de La Crida en las Cocheras de Sants, «en solidaridad con Euskadi y por la negociación política con el Estado español que plantea Herri Batasuna para conseguir una tregua en la lucha armada». Sánchez afirmó en ese acto que «el de Euskadi es un problema político».
Vinculado durante años a Iniciativa per Catalunya Verds, entre los años 1996 y 2004 fue consejero de la Corporación Catalana de Radio y Televisión, y también el 1996 fue nombrado director adjunto de la Fundación Jaume Bofill, hasta 2001, año en que asumió la dirección, la cual dejó en 2010 para incorporarse como adjunto del Síndico de Agravios de Cataluña, Rafael Ribó, exlíder de los ecosocialistas.
Además de colaborar periódicamente como analista en temas sociales y políticos en varios medios de comunicación catalanes, entre 2004 y 2006 coordinó la redacción de uno de los cinco ámbitos del Pacto Nacional por la Educación, concretamente el que fijó las bases del servicio público educativo. El año 2008 fue coordinador de uno de los cuatro ámbitos del Pacto Nacional para la Inmigración, en concreto el que elaboraba la adaptación de los servicios públicos.
El 16 de mayo de 2015 Jordi Sànchez relevó a Carme Forcadell en la presidencia de la Asamblea Nacional Catalana, al ser escogido por los miembros del secretariado de la entidad, reunidos en la sala de Sant Vicenç del castillo de Cardona por amplia mayoría, a pesar de que no había sido el candidato más votado por los socios de la entidad, que fue la editora de origen estadounidense Liz Castro. Sin embargo, era considerado una persona de consenso y tenía el apoyo de la dirección saliente.
Aun estando en prisión, el 8 de agosto de 2020 fue elegido secretario general del partido independentista Junts, con Carles Puigdemont como presidente.

## Causa judicial
El 22 de septiembre de 2017 el fiscal jefe de la Fiscalía de la Audiencia Nacional presentó una denuncia contra Jordi Sánchez ante este órgano por un presunto delito de sedición por su participación en los hechos del 20 de septiembre, a tenor de la denuncia del fiscal, "concentraciones y manifestaciones llevadas a cabo para impedir por la fuerza la actuación de las autoridades y sus agentes en el ejercicio de sus funciones en defensa del ordenamiento constitucional". La denuncia fue admitida a trámite el 27 de septiembre por el juez asignado por el turno correspondiente, la jueza titular del Juzgado Central de Instrucción número 3 de la Audiencia Nacional, Carmen Lamela.
El 4 de octubre de 2017 fue citado a declarar como investigado por un presunto delito de sedición. Fue citado de nuevo a declarar el 16 de octubre del mismo año. Tras la vista, la jueza Lamela ordenó su entrada en prisión preventiva y sin fianza en la prisión de Soto del Real. El presunto delito está relacionado con las manifestaciones que tuvieron lugar en Barcelona durante los días 20 y 21 de septiembre de 2017 durante la Operación Anubis, ordenada por el Juzgado de instrucción número 13 de Barcelona. Al día siguiente de su encarcelamiento se organizó una manifestación multitudinaria en Barcelona y en diversos municipios de Cataluña, así como en otros lugares de España, reclamando su puesta en libertad y la de su compañero Jordi Cuixart, presidente de Òmnium Cultural, también encarcelado por el mismo presunto delito.
Al poco de entrar en prisión solicitó un traslado de módulo porque un interno le había gritado «¡Viva España!», petición que le fue denegada al no darse ningún problema de seguridad. Durante su estancia madrileña en la Prisión de Soto del Real varios medios informaban de su posible estado de abatimiento y de que estaba siendo acusado de chivato de los guardias por otros presos. Sin embargo, el abogado de Jordi Sànchez negó estos rumores ya desde los primeros días de prisión.
El 16 de noviembre anunció su renuncia de todos sus cargos de la Asamblea Nacional Catalana y su candidatura como número dos de Junts per Catalunya por la provincia de Barcelona en las elecciones autonómicas de Cataluña del 21 de diciembre de 2017. Desde el 17 de enero de 2018 es diputado en el Parlamento de Cataluña en la XII legislatura por la coalición electoral Junts per Catalunya.
El 27 de noviembre el magistrado de la Sala Segunda del Tribunal Supremo Pablo Llarena asumió la causa contra Jordi Sánchez y Jordi Cuixart para unificarla con la que estaba instruyendo a los exmiembros del gobierno de la Generalidad de Cataluña por presuntos delitos de rebelión y malversación por su participación en el referéndum de independencia del 1 de octubre y la posterior declaración de independencia de Cataluña, "por la conexión material inescindible de la naturaleza de los hechos que se están investigando".
El 5 de marzo de 2018, tras una rueda de contactos con todos los partidos políticos, Roger Torrent, presidente del parlamento regional de Cataluña, propuso la investidura de Jordi Sánchez a la presidencia de la Generalidad. Pero cuatro días después el juez del Tribunal Supremo Pablo Llarena no le concedió el permiso carcelario para que pudiera asistir al pleno de investidura por lo que Torrent tuvo que suspender el pleno.
El 23 de marzo, el magistrado Pablo Llarena procesó a Sánchez por un delito de rebelión por su participación en el intento de secesión de Cataluña El 27 de junio la Sala de lo Penal del Tribunal Supremo desestimó el recurso de apelación de Jordi Sánchez contra el procesamiento. Tras finalizar el proceso de instrucción y firme su procesamiento, fue trasladado al Centro Penitenciario Lledoners, en San Juan de Torruella (Barcelona), en julio de 2018. En las semanas posteriores se produjeron diversas concentraciones de apoyo en los alrededores de la prisión, en solidaridad con los reos preventivos.
Amnistía Internacional emitió un comunicado oficial en el que consideraba que su encarcelamiento es "injustificado". En noviembre de 2018 la Organización Mundial Contra la Tortura ha pedido su puesta en libertad. El Pen Club y la Asociación Internacional de Juristas Democráticos (en:International Association of Democratic Lawyers) han también pedido la puesta en libertad de los escritores catalanes presos y los líderes de la sociedad civil. La presidenta de PEN México,  Magali Tercero, afirmó categoricamente, no haber firmado la declaración sobre Cataluña, rectificando así a PEN Internacional que instaba a las autoridades españolas a liberar a Jordi Cuixart y Jordi Sànchez.
Entre el 1 y el 20 de diciembre de 2018 inició una huelga de hambre en protesta por el retraso del Tribunal Constitucional en atender sus recursos, junto a Jordi Turull. El 1 de febrero de 2019 fue trasladado de nuevo a la prisión madrileña de Soto del Real para hacer frente al juicio.

### Condena
El lunes 14 de octubre de 2019, el Tribunal Supremo, sala de lo penal, emite la sentencia de la causa penal seguida contra los 12 líderes catalanes del procés, a Jordi Sánchez, le condena a 9 años de prisión e inhabilitación absoluta por sedición.

### Indulto
El 8 de junio de 2021 publicó un artículo en el diario Ara respondiendo a otro de Oriol Junqueras, líder de Esquerra Republicana de Catalunya y también en prisión, en el que este avalaba los indultos que estaba estudiando el Gobierno del socialista Pedro Sánchez («hay gestos que pueden aligerar el conflicto, paliar el dolor de la represión y el sufrimiento de la sociedad catalana, y cualquier gesto en la línea de la desjudialización del conflicto ayuda a poder recorrer este camino»). En el mismo artículo Junqueras también descartaba la vía unilateral para alcanzar la independencia (apostaba por la «vía escocesa» —un referéndum de autodeterminación pactado— «porque sabemos que otras vías no son viables ni deseables»), añadiendo a continuación que la respuesta dada por los independentistas en el otoño de 2017 «no fue entendida como plenamente legítima por una parte importante de la sociedad, también de la catalana». Finalmente reafirmaba el valor de la «mesa de diálogo y negociación con el Estado», «un éxito en ella misma porque abre un espacio a la potencial resolución del conflicto».
El artículo publicado en Ara por Sánchez se titulaba "El 1 de octubre no fue un error". En él Sánchez le decía a Junqueras: «No creo que el 1 de Octubre fuera un error... y menos todavía un acto ilegítimo». También le decía que «no podemos quedar atrapados en el imaginario que solo cuando el 100% de la población encuentre legítimo el ejercicio de la autodeterminación este se podrá dar». «En todo caso, la apuesta por la negociación y el acuerdo no tiene por qué comportar la renuncia a otras vías democráticas y pacíficas», concluía Sánchez. Y advertía: «si el diálogo llega a ser estéril» para conseguir la amnistía y la autodeterminación, objetivos del pacto de gobierno entre Esquerra y Junts, entonces habrá que preparar «un nuevo embate democrático». Finalmente se refería a los indultos: «La decisión de conceder el indulto le corresponde en exclusiva al Gobierno español. Si llega será una decisión unilateral, como unilaterales fueron los tribunales y la Fiscalía que decretaron las órdenes de encarcelamiento que pronto cumplirán 4 años. Si me abren la puerta saldré, como cualquier otro preso indultado. Y en la calle seguiré siendo en esencia el mismo que fui hasta un 16 de octubre de 2017, cuando me encarcelaron en Soto del Real... Y si el indulto no llega, esperaré paciente y sin odio».
Dos días después sectores de Junts pidieron su cese como secretario general entre otras razones por lo que escribió en su artículo de "Ara" sobre el referéndum del 1-O: «Soy de los que creen que el 1 de Octubre fue concebido más para forzar al Gobierno a abrir una vía de diálogo y negociación para alcanzar un referéndum acordado que para proclamar efectivamente la independencia».
El 22 de junio de 2021 fue indultado por el Gobierno de coalición PSOE-Unidas Podemos presidido por Pedro Sánchez. Al día siguiente salió de prisión y declaró: «Que ninguno se equivoque, la represión no nos ha vencido y no nos vencerá». Había pasado más de tres años y medio en la cárcel.